# Санад Рашид
Санад Рашид  е кувейтски новелист, автор на книги, сред първите изследователи на паранормални явления и уфолози в страната.
Роден е в Кувейт през септември 1979 г. Занимава се с разни дейности в областта на проучванията на НЛО., изследовател е на паранормалните явления. Автор, издава книги и прави проучвания предимно на тематика НЛО в арабския свят от древността до наши дни.